# Louis Carré (matematico)
Louis Carré (Clofontaine di Nangis, 26 luglio 1663 – Parigi, 11 aprile 1711) è stato un matematico francese.
Fu membro dell'Accademia reale delle scienze francese.

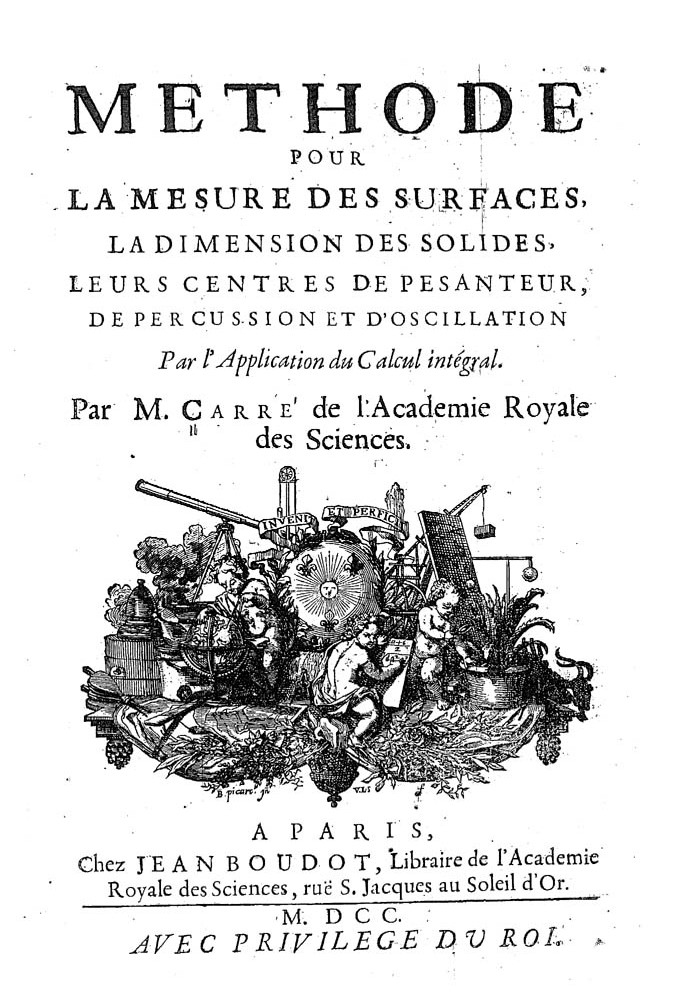
Méthode pour la mesure des surfaces, la dimension des solides, leurs centre de pesanteur, de percussion et d'oscillation, 1700

## Opere
- (FR) Méthode pour la mesure des surfaces, la dimension des solides, leurs centre de pesanteur, de percussion et d'oscillation, A Paris, Jean Boudot, 1700.